# Phumosia nanoides
Phumosia nanoides är en tvåvingeart som beskrevs av Zumpt 1958. Phumosia nanoides ingår i släktet Phumosia och familjen spyflugor. Inga underarter finns listade i Catalogue of Life.